# Регбийный союз Англии
Регбийный союз (англ. Rugby Football Union) — организация, осуществляющая общее руководство регби на территории Англии. Союз создан в 1871 году, и до 1886 года, то есть до создания Международного совета регби, являлся ведущей регбийной организацией в мире. В данный момент организация занимается развитием данного вида спорта в Англии, подготовкой международных встреч английской сборной, обучением и тренировкой игроков и судей, представлением интересов Англии в международных организациях.
Организационно-правовая форма союза — расчётливое промышленное общество, объединяющее 2000 клубов-участников и более 2,5 миллионов игроков. Союз является крупнейшим в мире по этому показателю и одной из крупнейших спортивных организаций страны. Штаб-квартира союза располагается на знаменитом стадионе «Туикенем» в Лондоне.
В сентябре 2010 года Регбийный союз для женщин (англ. Rugby Football Union for Women) был интегрирован в структуру основной организации.

## История

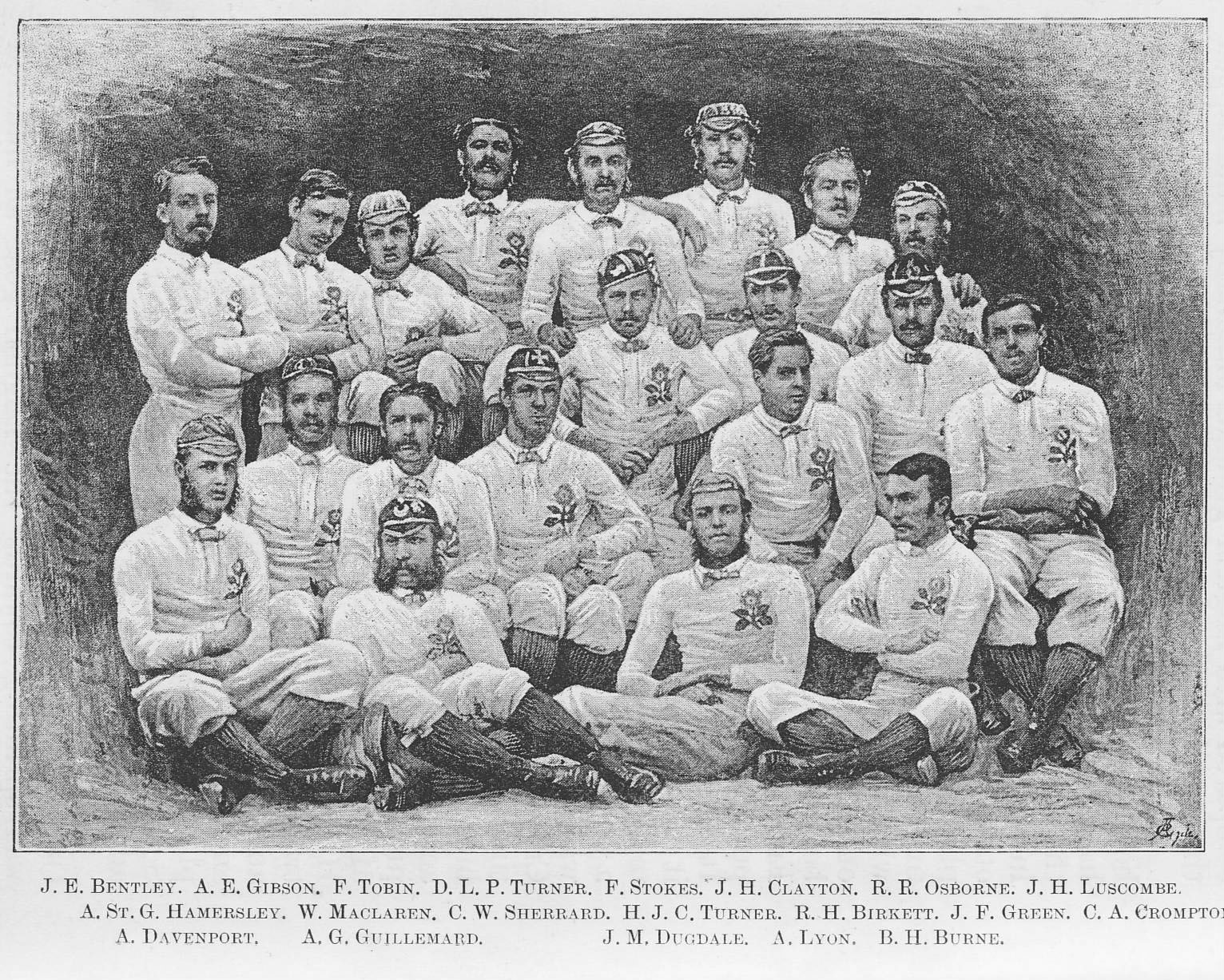
Первая сборная Англии в своём первом матче против шотландцев

4 декабря 1870 года Эдвин Эш из клуба «Ричмонд» и Бенджамен Бёрнс из «Блэкхита» опубликовали в Times объявление, в котором все те, «кто играет в игру типа регби должны собраться, чтобы создать свод правил, поскольку различные клубы играют по правилам, которые отличаются от других, что делает игру сложной». 26 января следующего года представители 21 клуба встретились в лондонском ресторане Pall Mall на Риджент-стрит.
На встрече были представлены клубы «Блэкхит» (Бёрнс и Фредерик Стоукс, будущий капитан сборной), «Ричмонд», «Рейвенскорт», «Уэст Кент», «Марлборо Номадс», «Уимблдон Хорнетс», «Джипсиз», «Сивил Сёрвис», «Лоу Клаб», «Уэллингтон Колледж», «Гайс Хоспитал», «Фламингоз», «Клепем Роверс», «Харлекуин», «Кингс Колледж Хоспитал», «Сент-Полс», «Куинс Хаус», «Лозанн», «Эддисон», «Мохиканс» и «Белсайз Парк». Примечательно, что уже известный к тому времени клуб «Уоспс» не был представлен на собрании. Согласно одной из версий, представителю клуба был послан на встречу, однако в неверном месте, в неверное время и в другой день. Другая гипотеза утверждает, что он отправился в место с тем же названием и после нескольких порций алкоголя осознал ошибку, но не смог добраться в нужный ресторан из-за нетрезвости.

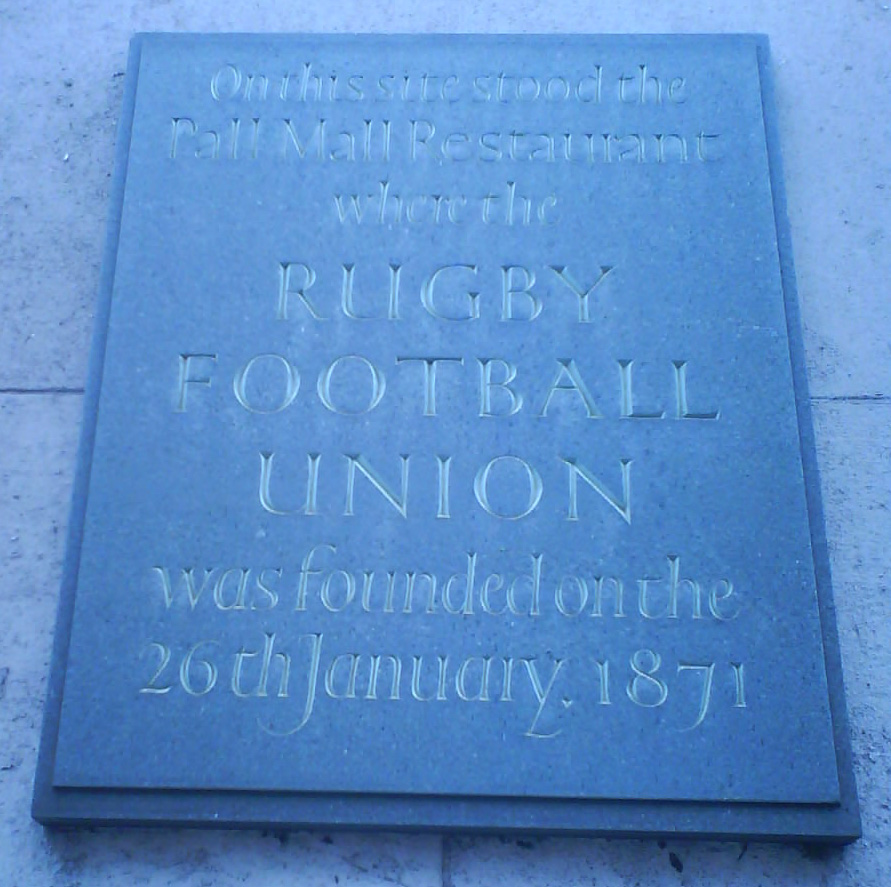
Памятная табличка, посвящённая созданию союза

По итогам собрания был создан Регбийный союз, первым президентом которого стал Алджернон Раттер, Эдвин Эш же занял должность казначея. Три юриста-выпускника школы Рэгби, Раттер, Холмс и Мэйтон, разработали свод правил игры, утверждённый в июне того же года. Вскоре организации того же толка появились в Ирландии, Уэльсе, Шотландии, Новой Зеландии, Австралии, Франции, Канаде, Южной Африке, США, однако первенство англичан позволило им именовать союз безо всевозможных географических указаний.
До 1885 года правила игры утверждались исключительно внутри союза. Позже, в матче сборных Англии и Шотландии имел место спор из-за попытки, занесённой одним из игроков. Шотландцы, ирландцы и валлийцы, желавшие урегулировать все дальнейшие разногласия сообща, создали Международной совет регби-футбола. Англичане отказались участвовать, заявив, что их мнение является доминирующим благодаря большему числу членом союза. Тем не менее, в 1890 году Англия присоединилась к международной организации.
29 августа 1895 года 22 клуба из северной части Англии провели встречу в отеле Джордж в Хаддерсфилде, где происходило голосование за выход из состава союза и создание местной организации. В результате было положено начало деятельность Северного регбийного союза, позже переименованного в Регбийную лигу. Регбийный союз предпринял серьёзные санкции в отношении бунтарей, все из которых были исключены из состава организации. На неопределённый срок были отстранены и некоторые из игроков, выступавших в матчах за или против этих клубов. Причиной разногласий стал профессиональный статус некоторых игроков. Игравшие в северных клубах рабочие были вынуждены пропускать один из рабочих дней ради участия в матчах, за что получали вознаграждение от клубов. Позиция центра в этом вопросе была однозначной: регби должно было оставаться любительским видом спорта. Итогом разрыва стало изменение Северным союзом правил и создание нового вида спорта — регбилиг (регби-13).
Союз в течение долгого времени оказывал сопротивление турнирам и объединениям клубов и регбистов, которые были сторонниками профессиональных отношений в регби. В 1972 году состоялся первый клубный турнир организации — чемпионат Регбийного союза. В 1987 году руководство союза одобрило создание пирамиды регбийных лиг в Англии, которая ознаменовала создание полноценного чемпионата Англии.